# Siewastopol (1911)
Siewastopol – rosyjski, a następnie radziecki, pancernik typu Gangut z okresu I i II wojny światowej. Początkowo nazwany „Siewastopol” dla uczczenia krymskiego miasta, a następnie w 1921 roku okrętowi zmieniono imię na „Pariżskaja Kommuna” dla upamiętnienia komuny paryskiej z 1871 roku. W 1943 roku okrętowi ponownie nadano imię „Siewastopol”.

## Historia

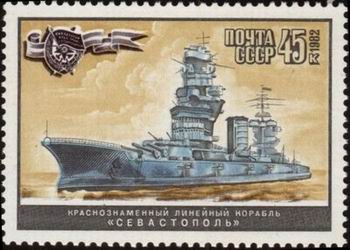
„Siewastopol” na radzieckim znaczku pocztowym

Stępkę pod trzeci pancernik typu Gangut położono w Stoczni Bałtyckiej w Piotrogrodzie 16 czerwca 1909 roku. Wodowanie okrętu nastąpiło 10 lipca 1911 roku, zaś wejście do służby 30 listopada 1914 roku. Po wejściu do służby okręt został przydzielony do 1. Brygady Okrętów Liniowych stacjonującej w Helsinkach, która wchodziła w skład Floty Bałtyckiej. W ramach tej floty wziął aktywny udział w I wojnie światowej. W marcu 1918 roku wraz z innymi okrętami stacjonującymi w Helsinkach ewakuował się do bazy w Kronsztadzie. W 1921 roku uczestniczył w obronie Kronsztadu. Po zdobyciu twierdzy przez bolszewików większość załogi pancernika została rozstrzelana. 31 marca 1921 roku okrętowi zmieniono imię na „Pariżskaja Kommuna”. Z powodu utraty wszystkich czarnomorskich drednotów, w 1929 roku okręt został przeniesiony do Floty Czarnomorskiej, gdzie został jednostką flagową.
W latach 1933–1938 okręt został poddany modernizacji. Znacznie rozbudowano nadbudówkę dziobową, wokół grubego masztu rurowego, a znajdujący się za nią komin wygięto silnie do tyłu. Rozbudowano też nadbudówkę rufową, po bokach której zamontowano masywne dźwigi. Na wieżach artylerii głównej zamontowano indywidualne dalmierze o bazie 6 m. Wzmocniono uzbrojenie przeciwlotnicze, dodając sześć dział 76 mm 34-K (po trzy na nadbudówkach) i sześć półautomatycznych armat 45 mm 21-K (po trzy na dachu pierwszej i czwartej wieży). Stare kotły opalane węglem zamieniono na 12 kotłów typu Yarrow opalanych mazutem. Pancernik na próbach osiągał prędkość 23,12 w przy mocy 63 000 KM. Wzmocniono też opancerzenie pokładu, z 25 do 76 mm. Od grudnia 1939 roku do 1940 roku zamontowano także bąble przeciwtorpedowe na burtach, przez co szerokość zwiększyła się do 32,5 m.
Podczas II wojny światowej uczestniczył od października 1941 do lipca 1942 roku w obronie Sewastopola. 3 grudnia 1941, podczas wprowadzania pancernika do portu w Poti przy silnym sztormie, zatonął holownik „Krasnyj Oktiabr”, pociągnięty holem i wywrócony (3 ofiary). W grudniu 1942 roku ponownie ostrzeliwał niemieckie pozycje w rejonie tego miasta.
31 maja 1943 roku okrętowi nadano ponownie imię „Siewastopol”.
8 lipca 1945 roku okręt został odznaczony Orderem Czerwonego Sztandaru. 24 lipca 1954 roku „Siewastopol” został jednostką szkolną, a 17 lutego 1956 roku jednostka została wycofana ze służby. Okręt złomowano na przełomie lat 1956–1957 w Sewastopolu.

## Linki zewnętrzne

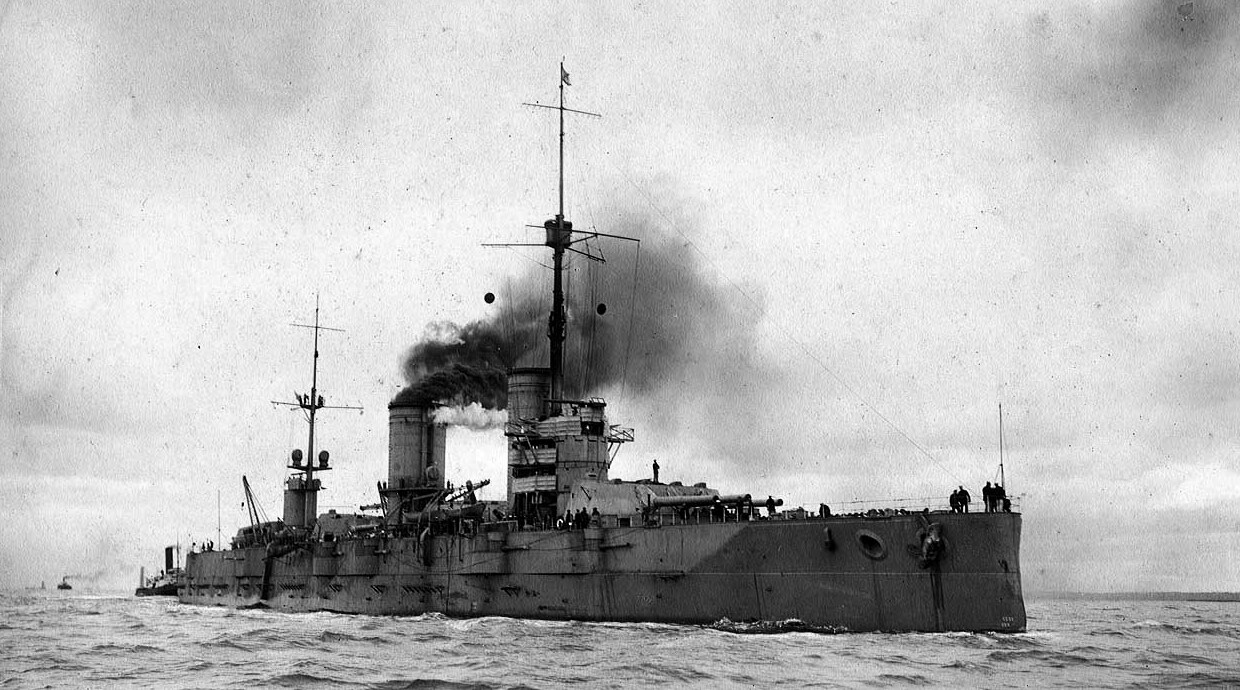
„Siewastopol” na przełomie lat 10. i 20. XX wieku

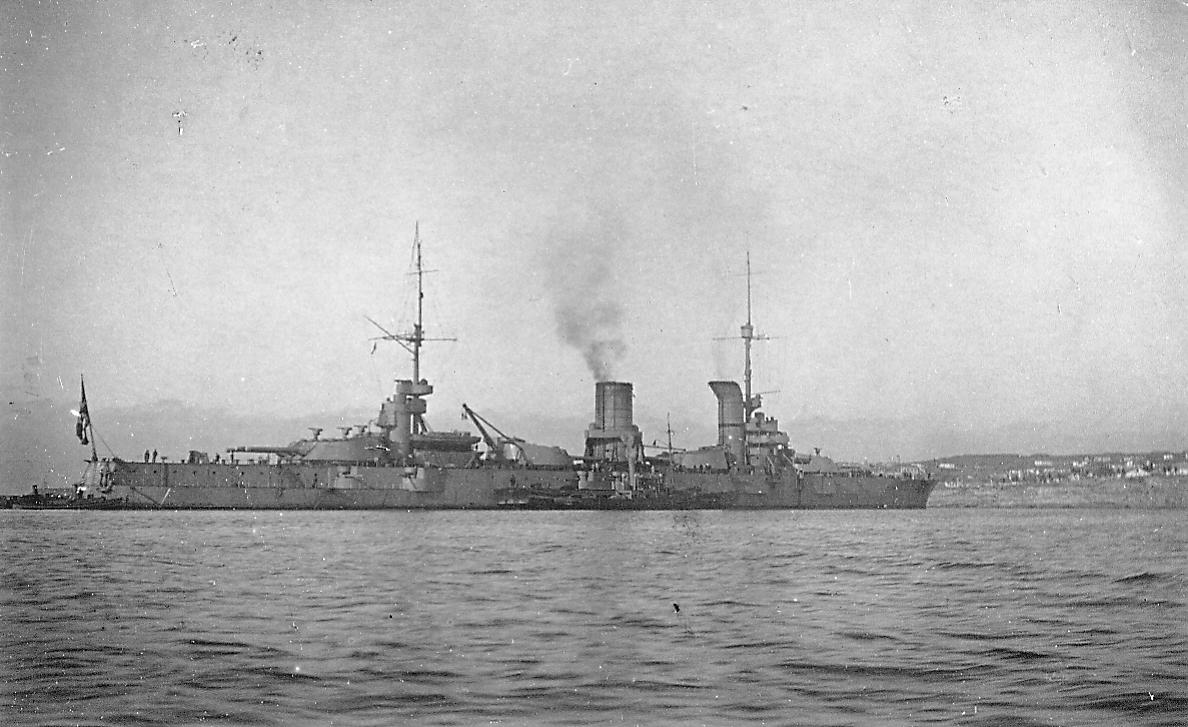
„Pariżskaja Kommuna” w 1931 roku